# Васич, Милош (гребец)
Ми́лош Ва́сич (серб. Милош Васић / Miloš Vasić; 10 января 1991, Лозница) — сербский гребец, выступает за национальную сборную Сербии по академической гребле начиная с 2010 года. Участник двух летних Олимпийских игр, бронзовый призёр чемпионата мира, дважды бронзовый призёр чемпионатов Европы, победитель многих регат национального и международного значения.

## Биография
Милош Васич родился 10 января 1991 года в городе Лозница Мачванского округа Югославии. Активно заниматься гребным спортом начал в возрасте пятнадцати лет, проходил подготовку в Белграде в столичном гребном клубе «Партизан».
Первого серьёзного успеха на взрослом международном уровне добился в сезоне 2012 года, когда вошёл в основной состав сербской национальной сборной и побывал на чемпионате Европы в итальянском Варесе, откуда привёз награду бронзового достоинства, выигранную совместно с Радое Джеричем, Миляном Вуковичем и Гораном Ягаром в безрульных четвёрках. Благодаря череде удачных выступлений удостоился права защищать честь страны на летних Олимпийских играх в Лондоне — в том же составе в той же дисциплине они заняли пятое место на предварительном квалификационном этапе, затем показали первый результат в утешительном отборочном заезде, стали шестыми на стадии полуфиналов и попали тем самым в утешительный финал «Б». В утешительном финале «Б» финишировали четвёртыми и, таким образом, расположились в итоговом протоколе соревнований на десятой строке.
После лондонской Олимпиады Васич остался в основном составе гребной команды Сербии и продолжил принимать участие в крупнейших международных регатах. Так, в 2013 году в безрульных двойках он стал серебряным призёром на молодёжном мировом первенстве в австрийском Оттенсхайме. Два года спустя добавил в послужной список бронзовые награды, полученные на чемпионате мира во французском Эгбелете и на европейском первенстве в польской Познани. Будучи одним из лидеров сербской национальной сборной по академической гребле, благополучно прошёл отбор на Олимпийские игры 2016 года в Рио-де-Жанейро, где выступал в паре Ненадом Беджиком. Они с четвёртого места квалифицировались на предварительном этапе, заняли второе место в утешительном заезде, были пятыми в полуфинальной стадии и финишировали четвёртыми в утешительном финале «Б», расположившись в итоговом протоколе на десятой позиции.